# Adrian Elrick
Adrian Elrick   (Aberdeen, 29 de setembre de 1949) és un exfutbolista neozelandès, nascut a Escòcia, de la dècada de 1970.
Fou internacional amb la selecció de futbol de Nova Zelanda amb la qual participà a la Copa del Món de futbol de 1982.
Pel que fa a clubs, destacà a North Shore United.